# Mussalo, Tövsala
Mussalo är en ö i Finland. Den ligger i Skärgårdshavet och i kommunen Tövsala i den ekonomiska regionen  Nystadsregionen i landskapet Egentliga Finland, i den sydvästra delen av landet. Ön ligger omkring 42 kilometer väster om Åbo och omkring 190 kilometer väster om Helsingfors.
Öns area är 3,2 kvadratkilometer och dess största längd är 3,2 kilometer i sydöst-nordvästlig riktning.